# Ernst Leche
Ernst Henrik Leche, född 23 juli 1897 i Karlskrona, död 3 april 1978, var en svensk jurist och ämbetsman.

## Biografi
Efter juris kandidatexamen 1920 vid Stockholms högskola hade Leche olika tjänster. Under år 1925 vid Svea hovrätt, där han 1926 blev adjungerad ledamot, och 1929 assessor. 1932 fick han tjänst som biträde vid Justitiedepartementet, blev 1933 tillfälligt sekreterare, och var byråchef för departementets lagärenden 1935-1939. Samtidigt var han hovrättsråd vid Hovrätten för Övre Norrland (från 1936). Efter åren vid Justitiedepartementet utsågs han till häradshövding i Nedansiljans domsaga. Från 1930-talet hade han även uppdrag i olika kommissioner och som sakkunnig för Justitiedepartementet, samt var biträde för överbefälhavaren 1938-1939. År 1948 blev han ordförande i poliskollegiet i Kopparbergs läns landstingsområde.
Enligt Tage Erlander var "hans gamle vän" Leche en av dem som 1937 föreslog bildandet av Säkerhetstjänsten, en hemlig byrå för underrättelseverksamhet som verkade under andra världskriget, och som är Säpos föregångare. Vid tidpunkten gjorde Leche repetitionsmånad med stabstjänstgöring under Carlos Adlercreutz. Leche drev igenom Säkerhetstjänstens bildande med hjälp av Torsten Nothin och Olof Thörnell.
Ernst Leche var son till kommendörkapten Carl Leche och Elisabeth Swanlund. Han var bror till Hakon Leche. Leche var gift med Lilly Keyser Jordan, dotter till höiesterettsadvokat Keyser Jordan och Marianne Hjort och de hade sonen Johan Leche.

## Utmärkelser
- Kommendör, Nordstjärneorden[2]
- Riddare, Vasaorden[2]
- Kommendör, Tre Stjärnors orden[2]
- Illis quorum, 1968[3]